# Pseudomys
Pseudomys (Gray, 1832) è un genere di Roditori della famiglia dei Muridi.

## Descrizione

### Dimensioni
Al genere Pseudomys appartengono roditori di piccole e medie dimensioni, con lunghezza della testa e del corpo tra 50,2 e 165 mm, la lunghezza della coda tra 61,1 e 195 mm e un peso fino a 115 g.

### Caratteristiche craniche e dentarie
Il cranio presenta un rostro lungo e sottile, la regione inter-orbitale notevolmente ristretta, il palato allungato e le bolle timpaniche di dimensioni medie. I molari sono piccoli e presentano cuspidi poco elevate.
Sono caratterizzati dalla seguente formula dentaria:

### Aspetto
La pelliccia è soffice. Il muso è appuntito, gli occhi e le orecchie sono relativamente grandi. I piedi sono sottili e talvolta allungati. La coda varia in lunghezza, è ricoperta di peli che talvolta nascondono le scaglie sottostanti. Le femmine hanno due paia di mammelle inguinali.

## Distribuzione
Sono roditori terricoli diffusi ampiamente in Australia e Tasmania. Una specie ha raggiunto anche la parte meridionale della Nuova Guinea.

## Tassonomia
Il genere comprende 24 specie:
- Sottogenere Gyomys
  - Pseudomys albocinereus
  - Pseudomys apodemoides
  - Pseudomys desertor
  - Pseudomys fumeus
  - Pseudomys glaucus †
  - Pseudomys novaehollandiae
  - Pseudomys occidentalis
- Sottogenere Pseudomys
  - Pseudomys australis
  - Pseudomys higginsi
  - Pseudomys oralis
  - Pseudomys shortridgei
- Sottogenere Thetomys
  - Pseudomys fieldi
  - Pseudomys gouldii
  - Pseudomys gracilicaudatus
  - Pseudomys nanus
- Pseudomys bolami
- Pseudomys calabyi
- Pseudomys chapmani
- Pseudomys delicatulus
- Pseudomys hermannsburgensis
- Pseudomys johnsoni
- Pseudomys laborifex
- Pseudomys patrius
- Pseudomys pilligaensis